# Stanstead-Est
Stanstead-Est es un municipio canadiense situado en la provincia de Quebec.

## Superficie
Stanstead-Est tiene una superficie de 114,54 km².

## Demografía
En 2021, tenía 642 habitantes, una densidad poblacional de 5,6 hab./km², y 314 viviendas.